# The Change Inside of Me
"The Change Inside of Me" é uma canção gravada pela banda MercyMe.
É o terceiro single do segundo álbum de estúdio lançado a 1 de outubro de 2002, Spoken For.